# Dausara latiterminalis
Dausara latiterminalis là một loài bướm đêm trong họ Crambidae.